# 高知自動車道

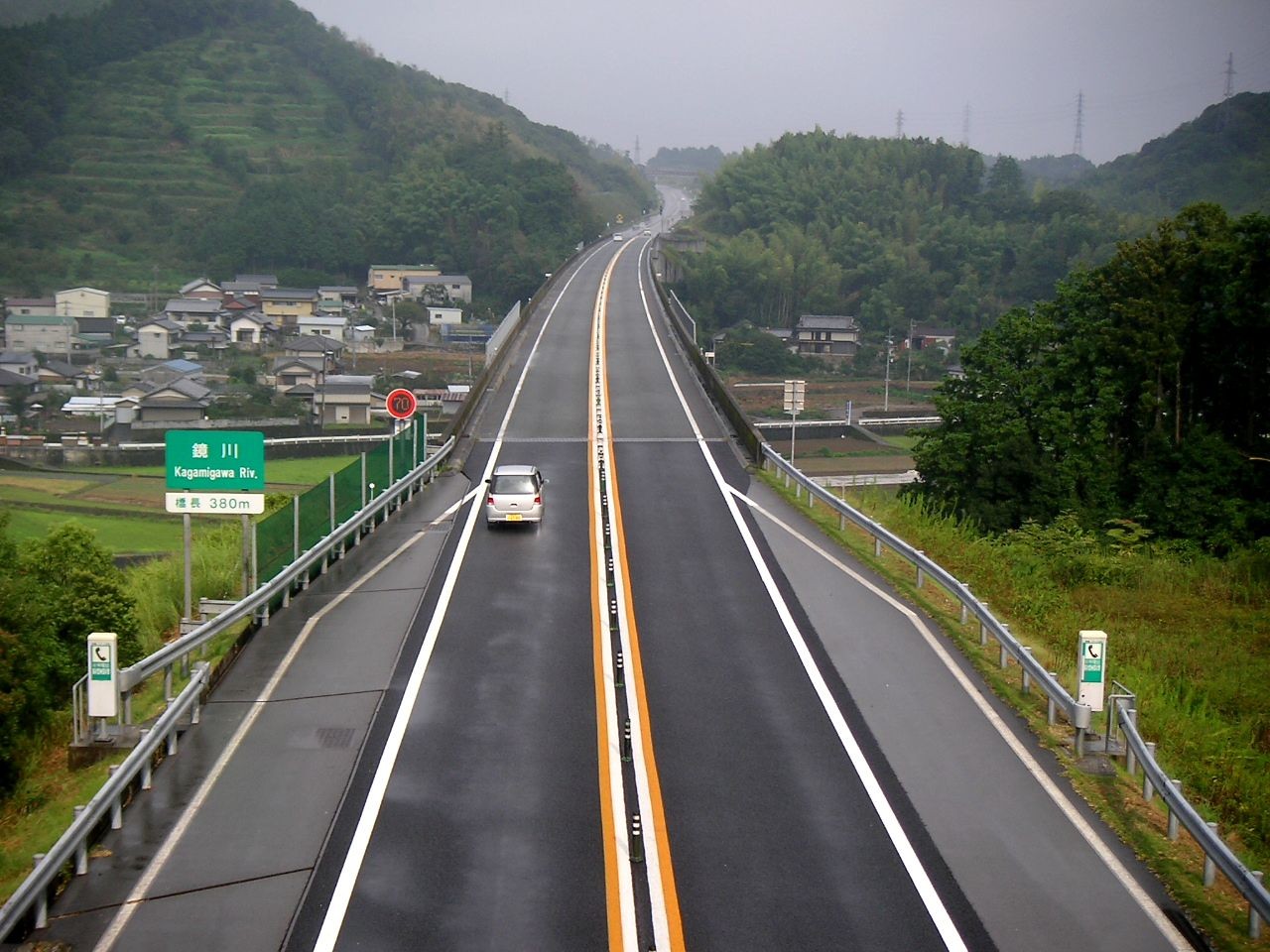
高知IC - 伊野IC間 鏡川橋から高知方面を望む

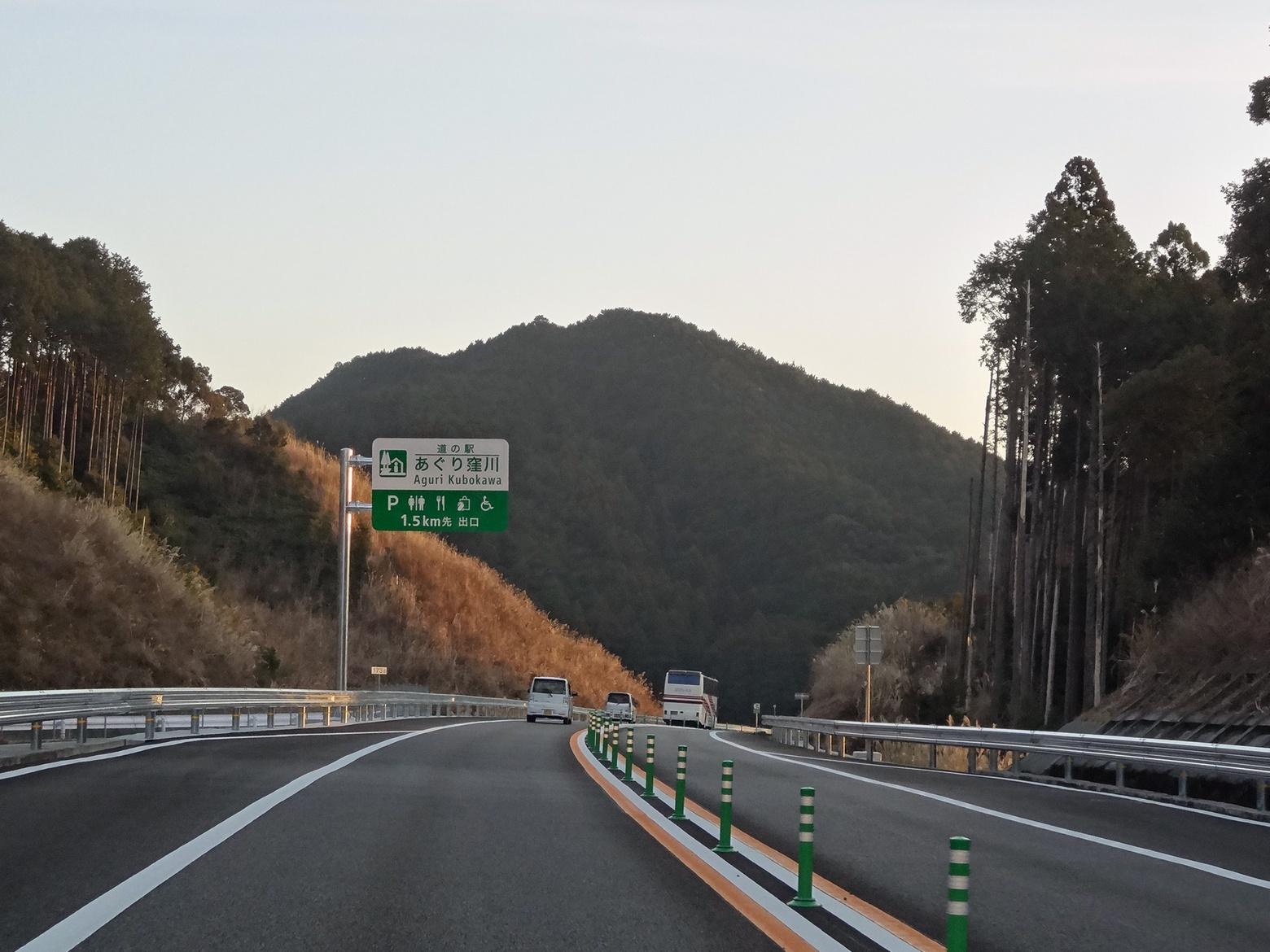
四万十町東IC - 四万十町中央IC間 終点方面を望む

高知自動車道（こうちじどうしゃどう、英語: KOCHI EXPWY）は、愛媛県四国中央市の川之江ジャンクション (JCT) から高知県四万十市の四万十インターチェンジ (IC) に至る高速道路（高速自動車国道および高速自動車国道に並行する一般国道自動車専用道路）である。略称は高知道（こうちどう）。
高速道路ナンバリングによる路線番号は、川之江JCT - 高知IC間が「E32」、高知IC - 宿毛和田IC間とほか2路線および、松山自動車道の松山IC - 津島岩松IC間が「E56」と各区間割り振られている。
須崎東IC - 須崎西IC間は須崎道路、四万十町中央IC - 四万十町西ICが窪川佐賀道路（窪川工区）、四万十町西IC - 黒潮拳ノ川ICが片坂バイパス、黒潮拳ノ川IC - 黒潮佐賀IC間は窪川佐賀道路（佐賀工区）、黒潮佐賀IC - 黒潮大方IC間は佐賀大方道路、黒潮大方IC - 四万十IC間は大方四万十道路であり、それぞれ高速自動車国道に並行する一般国道自動車専用道路である。

## 概要
国土開発幹線自動車道の路線名は四国横断自動車道で、その一部にあたる。
四国山地を縦断する山岳道路であり、川之江東JCT - 南国IC間には約50 kmの区間に上り線22本、下り線19本ものトンネルがあり、2008年（平成20年）7月31日に川之江東JCT - 高知IC間の全線4車線化が完了するまでは県境付近のトンネルが暫定2車線でトンネル内部の道路照明灯も暗かったため非常に走りづらく、死亡事故も発生していた。
須崎西IC - 四万十町中央IC間は、国土交通省の新直轄方式により建設されており、通行料金は無料になる。そのため、土佐PA - 須崎東IC間に須崎東本線料金所が2007年（平成19年）7月31日に供用され、須崎東IC料金所は撤去された。

## インターチェンジなど
- IC番号欄の背景色が■である区間は既開通区間に該当する。
施設欄の背景色が■である区間は未開通区間または未供用施設に該当する。
未開通区間の名称は仮称である（黒潮佐賀IC、黒潮上川口IC、黒潮大方ICを除く）。
- スマートインターチェンジ (SIC)等のETC専用ICは背景色■で示す。
- 路線名の特記がないものは市道。
- バスストップ (BS) のうち、○/●は運用中、◆は休止中の施設。無印はBSなし。

中土佐ICはインターチェンジ施設外に設置されているため△としている。
- 英略字は以下の項目を示す。
IC：インターチェンジ、SIC：スマートインターチェンジ、JCT：ジャンクション、SA：サービスエリア、PA：パーキングエリア、TB：本線料金所、BS：バスストップ

| IC 番号                         | 施設名               | 接続路線名                                | 高松西IC から (km) | BS | 備考                                                                          | 所在地            | 所在地            | 所在地            |
| ------------------------------- | -------------------- | ----------------------------------------- | ------------------ | -- | ----------------------------------------------------------------------------- | ----------------- | ----------------- | ----------------- |
| 6                               | 川之江JCT            | E11 高松自動車道 E11 松山自動車道         | 56.8               | -  |                                                                               | 愛媛県 四国中央市 | 愛媛県 四国中央市 | 愛媛県 四国中央市 |
| 7                               | 川之江東JCT          | E32 徳島自動車道                          | 59.2               | -  |                                                                               | 愛媛県 四国中央市 | 愛媛県 四国中央市 | 愛媛県 四国中央市 |
| 8                               | 新宮IC               | 県道5号川之江大豊線                       | 67.8               |    | 道の駅霧の森近接                                                              | 愛媛県 四国中央市 | 愛媛県 四国中央市 | 愛媛県 四国中央市 |
| -                               | 馬立PA               | -                                         | 69.5               |    | 川之江JCT方面のみ                                                             | 愛媛県 四国中央市 | 愛媛県 四国中央市 | 愛媛県 四国中央市 |
| -                               | 立川PA               | -                                         | 80.5               |    | 宿毛和田IC方面のみ                                                            | 高知県            | 長岡郡 大豊町     | 長岡郡 大豊町     |
| 9                               | 大豊IC/BS            | 国道439号                                 | 86.0               | ○  |                                                                               | 高知県            | 長岡郡 大豊町     | 長岡郡 大豊町     |
| 10                              | 南国IC               | 国道32号                                  | 107.0              |    |                                                                               | 高知県            | 南国市            | 南国市            |
| -                               | 南国SA               | -                                         | 109.7              |    |                                                                               | 高知県            | 南国市            | 南国市            |
| 11                              | 高知IC               | E55 高知東部自動車道 県道44号高知北環状線 | 114.7              |    |                                                                               | 高知県            | 高知市            | 高知市            |
| 12                              | 伊野IC               | 国道33号（高知西バイパス）                | 125.0              |    |                                                                               | 高知県            | 吾川郡 いの町     | 吾川郡 いの町     |
| 13                              | 土佐IC               | 国道56号（土佐市バイパス）                | 134.0              |    |                                                                               | 高知県            | 土佐市            | 土佐市            |
| 13-1                            | 土佐PA/SIC           | 国道56号（市道経由）                      | 139.5              |    | SICは川之江JCT方面出入口のみ                                                  | 高知県            | 土佐市            | 土佐市            |
| -                               | 須崎東TB             | -                                         | 148.5              | -  |                                                                               | 高知県            | 須崎市            | 須崎市            |
| 14                              | 須崎東IC             | 国道56号                                  | 148.9              |    | 川之江JCT方面出入口                                                           | 高知県            | 須崎市            | 須崎市            |
| 15                              | 須崎中央IC           | 県道310号須崎停車場線 国道56号            | 152.2              |    | 川之江JCT方面出入口                                                           | 高知県            | 須崎市            | 須崎市            |
| -                               | 新荘川橋東詰仮出入口 | 国道56号                                  | 153.4              |    | 2011年3月5日廃止                                                              | 高知県            | 須崎市            | 須崎市            |
| 16                              | 須崎西IC             | 国道56号                                  | 153.8              |    | 宿毛和田IC方面出入口 川之江JCT方面出口(道の駅連絡路) 道の駅かわうその里すさき | 高知県            | 須崎市            | 須崎市            |
| 17                              | 中土佐IC             | 国道56号                                  | 160.6              | △  | 道の駅なかとさ                                                                | 高知県            | 高岡郡            | 中土佐町          |
| 18                              | 四万十町東IC         | 県道387号四万十町東インター線             | 169.2              |    | 川之江JCT方面出入口                                                           | 高知県            | 高岡郡            | 四万十町          |
| 19                              | 四万十町中央IC       | 国道56号                                  | 175.3              |    | キロポストは175.2KPまで 道の駅あぐり窪川                                      | 高知県            | 高岡郡            | 四万十町          |
| 事業中（窪川佐賀道路 窪川工区） |                      |                                           |                    |    |                                                                               | 高知県            | 高岡郡            | 四万十町          |
| 20                              | 四万十町西IC         | 国道56号                                  | 180.7              |    | 宿毛和田IC方面出入口                                                          | 高知県            | 高岡郡            | 四万十町          |
| 21                              | 黒潮拳ノ川IC         | 国道56号                                  | 186.3              |    | 川之江JCT方面出入口                                                           | 高知県            | 幡多郡 黒潮町     | 幡多郡 黒潮町     |
| -                               | 黒潮佐賀IC           | 国道56号                                  | 192.5              |    | 事業中（窪川佐賀道路 佐賀工区）                                               | 高知県            | 幡多郡 黒潮町     | 幡多郡 黒潮町     |
| -                               | 黒潮上川口IC         | 県道55号大方大正線                        | 200.3              |    | 事業中（佐賀大方道路）                                                        | 高知県            | 幡多郡 黒潮町     | 幡多郡 黒潮町     |
| -                               | 黒潮大方IC           | 国道56号                                  | 206.5              |    | 事業中（佐賀大方道路）                                                        | 高知県            | 幡多郡 黒潮町     | 幡多郡 黒潮町     |
| -                               | 古津賀IC（仮称）     | 国道56号                                  | 211.6              |    | 川之江JCT方面出入口 事業中（大方四万十道路）                                  | 高知県            | 四万十市          | 四万十市          |
| 26                              | 四万十IC             | 国道56号                                  | 214.4 (112.9)      |    | キロポストは113.2KPから                                                       | 高知県            | 四万十市          | 四万十市          |
| E56 中村宿毛道路                |                      |                                           |                    |    |                                                                               |                   |                   |                   |

- IC番号とキロポストは高松自動車道の高松西ICから連続している。川之江東JCTより高知方は徳島自動車道徳島ICからも連番である。

## 歴史
- 1987年（昭和62年）10月8日 : 大豊IC - 南国IC間が暫定二車線で開通。
- 1991年（平成3年）12月20日 : 須崎東IC以西の基本計画が決定。
- 1992年（平成4年）1月30日 : 川之江JCT - 大豊IC間の暫定二車線での開通により高松自動車道および松山自動車道と接続。
- 1996年（平成8年）12月27日 : 須崎西IC - 四万十中央IC間の整備計画が決定。
- 1998年（平成10年）3月20日 : 南国IC - 伊野IC間が暫定二車線で開通。
- 2000年（平成12年）3月11日 : 川之江東JCTが供用。これにより徳島自動車道と接続しエックスハイウェイが完成する[9]。
- 2002年（平成14年）9月16日 : 伊野IC - 須崎東IC間が暫定二車線で開通。
- 2005年（平成17年）
  - 4月14日 : 川之江東JCT - 馬立PA間が4車線化。
  - 4月23日 : 大豊IC - 南国IC間が4車線化。
  - 10月1日 : 日本道路公団の民営化により西日本高速道路株式会社の管轄となる。
- 2007年（平成19年）7月31日 : 須崎東IC料金所を廃止し須崎東本線料金所 (TB) を供用[10]。
- 2008年（平成20年）7月31日 : 馬立PA - 大豊IC間および南国IC - 高知IC間が4車線化[11]。
- 2009年（平成21年）
  - 3月29日 : 須崎道路の須崎東IC - 新荘川橋東詰仮出入口間が開通[6]。
  - 12月18日 : 土佐スマートICが供用。
- 2010年（平成22年）2月2日 : 高知IC - 須崎東TB間が、無料化社会実験の対象区間に指定。
- 2011年（平成23年）
  - 3月5日 : 新荘川橋東詰仮出入口 - 須崎西IC間、須崎西IC - 中土佐IC間が開通し[12]、新荘川橋東詰仮出入口を廃止。
  - 6月20日 : 高知IC - 須崎東TB間の無料化社会実験が終了。
- 2012年（平成24年）12月9日 : 中土佐IC - 四万十町中央IC間が開通[13]。

- 2018年（平成30年）

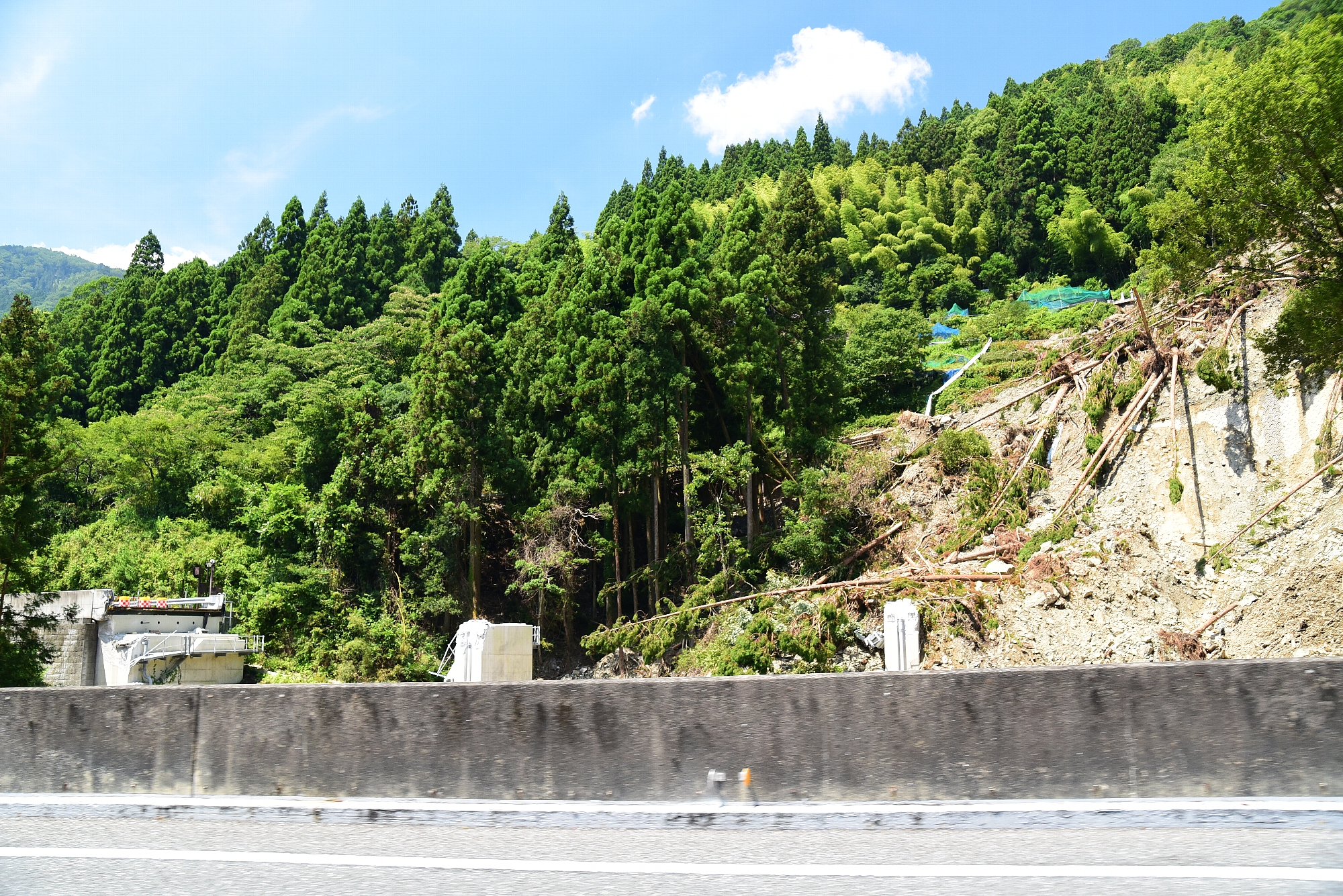
上部工が流出した立川橋

  - 3月26日 : 仮称であった拳ノ川IC、佐賀IC、上川口IC、大方ICの名称がそれぞれ「黒潮拳ノ川IC」、「黒潮佐賀IC」、「黒潮上川口IC」、「黒潮大方IC」に正式決定[14]。
  - 7月7日 : 新宮IC - 大豊IC間の立川トンネル南側坑口付近で、大雨により大規模な土砂流出が発生し、隣接する立川橋（上り線）の上部工が流出[15]。
  - 7月13日 : 川之江東JCT - 大豊IC間の通行止め解除および、新宮IC - 大豊IC間の8kmで下り車線を使用した対面通行を開始[16][17]。
  - 11月17日 : 片坂バイパスの四万十町西IC - 黒潮拳ノ川IC間が開通[18]。
- 2019年（平成31年/令和元年）
  - 3月1日：国土交通省が黒潮大方IC - 四万十IC間（7.9 km）を大方四万十道路として新規事業採択時評価の手続きに着手[19]。
  - 7月8日 : 新宮IC - 大豊IC間が4車線で完全復旧[20]。
  - 9月4日：国土交通省が高知道の暫定2車線区間のうち、土佐PA/SIC - 須崎東IC間を10 - 15年後を目処に4車線化する優先整備区間に選定する方針を発表[21][22][23]。
- 2021年（令和3年）2月27日 : 高知ICで高知東部自動車道と接続[24]。
- 2023年（令和5年）7月12日 : 土佐PAスマートICの利用可能時間帯が24時間に拡大される[25]。

### 開通予定年度
- 未定 四万十町中央IC - 四万十町西IC
- 未定 黒潮拳ノ川IC - 四万十IC

## 路線状況

### 車線・最高速度・料金
| 区間                        | 車線 上下線=上り線+下り線 | 最高速度 | 料金 | 備考 |
| --------------------------- | ------------------------- | -------- | ---- | ---- |
| 川之江JCT - 川之江東JCT     | 4=2+2                     | 70 km/h  | 有料 |      |
| 川之江東JCT - 高知IC        | 4=2+2                     | 80 km/h  | 有料 |      |
| 高知IC - 須崎東IC           | 2=1+1 （暫定2車線）       | 70 km/h  | 有料 | ※    |
| 須崎東IC - 四万十町中央IC   | 2=1+1 （暫定2車線）       | 70 km/h  | 無料 |      |
| 四万十町西IC - 黒潮拳ノ川IC | 2=1+1 （完成2車線）       | 70 km/h  | 無料 |      |

- ※ : 土佐PA/SIC - 須崎東IC間の全線は4車線化優先整備区間[21][22][23]

### サービスエリア・パーキングエリア
- 当路線にはサービスエリア (SA) が1か所とパーキングエリア (PA) が2か所の合計3か所の休憩施設が存在する。
- 南国SAは上り線が一般的なSAとしての設備が整っている一方、下り線はガソリンスタンドとレストランが設置されておらず、一般的なPA並みの設備内容となっている。ガソリンスタンドも含め、深夜営業を行っている店舗はない。
- 上り線の馬立PAと下り線の立川PAは一般的なPAの設備内容だが、スナックコーナーやショッピングコーナーは8:00 - 19:00（冬期間は18:00）と営業時間が短い[26][27]。
- 土佐PAはトイレと自動販売機のみの設備内容となっている。

### 主なトンネルと橋
- 背景色が■である区間は未開通区間に該当する。未開通区間の構造物名はすべて仮称である。

| 区間                          | 構造物名           | 長さ    | 長さ    |
| 区間                          | 構造物名           | 上り線  | 下り線  |
| ----------------------------- | ------------------ | ------- | ------- |
| 川之江東JCT - 新宮IC          | 法皇トンネル       | 3,120 m | 3,123 m |
| 川之江東JCT - 新宮IC          | 大影トンネル       | 1,312 m | 1,289 m |
| 川之江東JCT - 新宮IC          | 黒田トンネル       | 1,865 m | 1,843 m |
| 馬立PA - 立川PA               | 笹ヶ峰トンネル     | 4,301 m | 4,307 m |
| 馬立PA - 立川PA               | 立川トンネル       | 775 m   | 711 m   |
| 立川PA - 大豊IC               | 一の瀬第一トンネル | 1,271 m | 1,233 m |
| 大豊IC - 南国IC               | 津家トンネル       | 506 m   | 524 m   |
| 大豊IC - 南国IC               | 堂々谷トンネル     | 979 m   | 872 m   |
| 大豊IC - 南国IC               | 桧生トンネル       | 2,547 m | 2,536 m |
| 大豊IC - 南国IC               | 明神トンネル       | 3,719 m | 3,728 m |
| 大豊IC - 南国IC               | 馬瀬トンネル       | 1,205 m | 1,216 m |
| 大豊IC - 南国IC               | 繁藤トンネル       | 1,384 m | 1,375 m |
| 大豊IC - 南国IC               | 平山トンネル       | 1,410 m | 1,379 m |
| 南国IC - 南国SA               | 岡豊トンネル       | 518 m   | 465 m   |
| 南国SA - 高知IC               | 逢坂山トンネル     | 606 m   | 619 m   |
| 高知IC - 伊野IC               | 薊野トンネル       | 648 m   |         |
| 高知IC - 伊野IC               | 宇津野トンネル     | 911 m   |         |
| 伊野IC - 土佐IC               | 朝倉トンネル       |         | 738 m   |
| 伊野IC - 土佐IC               | 八田トンネル       |         | 1,494 m |
| 伊野IC - 土佐IC               | 仁淀川橋           |         | 1,181 m |
| 土佐PA/SIC - 須崎東IC         | よさこいトンネル   | 2,091 m |         |
| 土佐PA/SIC - 須崎東IC         | ためさだトンネル   | 612 m   |         |
| 須崎東IC - 須崎中央IC         | お馬トンネル       | 505 m   |         |
| 須崎西IC - 中土佐IC           | 新角谷トンネル     |         | 2,501 m |
| 須崎西IC - 中土佐IC           | 焼坂第一トンネル   |         | 2,040 m |
| 須崎西IC - 中土佐IC           | 焼坂第二トンネル   |         | 920 m   |
| 中土佐IC - 四万十町東IC       | 川崎トンネル       |         | 545 m   |
| 中土佐IC - 四万十町東IC       | 久礼坂トンネル     |         | 927 m   |
| 中土佐IC - 四万十町東IC       | 大阪谷トンネル     |         | 955 m   |
| 中土佐IC - 四万十町東IC       | 影野トンネル       |         | 2,393 m |
| 四万十町中央IC - 四万十町西IC | 平串トンネル       | 1,337 m | 1,337 m |
| 四万十町西IC - 黒潮拳ノ川IC   | 金上野トンネル     | 1,916 m | 1,916 m |
| 四万十町西IC - 黒潮拳ノ川IC   | 橘川トンネル       | 936 m   | 936 m   |
| 四万十町西IC - 黒潮拳ノ川IC   | 拳ノ川トンネル     | 665 m   | 665 m   |
| 黒潮拳ノ川IC - 黒潮佐賀IC     | 不破原トンネル     | 1,831 m | 1,831 m |
| 黒潮拳ノ川IC - 黒潮佐賀IC     | 熊井トンネル       | 518 m   | 518 m   |
| 黒潮佐賀IC - 黒潮上川口IC     | 黒潮トンネル       | 2,100 m | 2,100 m |
| 黒潮佐賀IC - 黒潮上川口IC     | 伊田郷トンネル     | 770 m   | 770 m   |
| 黒潮大方IC - 古津賀IC（仮称） | 田ノ口トンネル     | 880 m   | 880 m   |
| 古津賀IC（仮称） - 四万十IC   | 後川橋             | 860 m   | 860 m   |

#### トンネルの数
| 区間                          | 上り線 | 下り線 |
| ----------------------------- | ------ | ------ |
| 川之江JCT - 川之江東JCT       | 0      | 0      |
| 川之江東JCT - 新宮IC          | 3      | 3      |
| 新宮IC - 馬立PA               | 1      | 1      |
| 馬立PA - 立川PA               | 6      | 3      |
| 立川PA - 大豊IC               | 4      | 4      |
| 大豊IC - 南国IC               | 8      | 8      |
| 南国IC - 南国SA               | 1      | 1      |
| 南国SA - 高知IC               | 2      | 2      |
| 高知IC - 伊野IC               | 6      | 6      |
| 伊野IC - 土佐IC               | 3      | 3      |
| 土佐IC - 土佐PA/SIC           | 0      | 0      |
| 土佐PA/SIC - 須崎東IC         | 2      | 2      |
| 須崎東IC - 須崎中央IC         | 1      | 1      |
| 須崎中央IC - 須崎西IC         | 1      | 1      |
| 須崎西IC - 中土佐IC           | 4      | 4      |
| 中土佐IC - 四万十町東IC       | 4      | 4      |
| 四万十町東IC - 四万十町中央IC | 0      | 0      |
| 四万十町中央IC - 四万十町西IC | 2      | 2      |
| 四万十町西IC - 黒潮拳ノ川IC   | 3      | 3      |
| 黒潮拳ノ川IC - 黒潮佐賀IC     | 4      | 4      |
| 黒潮佐賀IC - 黒潮上川口IC     | 6      | 6      |
| 黒潮上川口IC - 黒潮大方IC     | 0      | 0      |
| 黒潮大方IC - 古津賀IC（仮称） | 2      | 2      |
| 古津賀IC（仮称） - 四万十IC   | 0      | 0      |
| 合計                          | 63     | 60     |

- 高知IC - 四万十町中央IC間は暫定2車線の対面通行で、四万十町中央IC - 四万十IC間は完成2車線の対面通行であるため、上下線で1本のトンネルとなっている。

### 道路管理者
- 西日本高速道路株式会社 四国支社
  - 香川高速道路事務所 : 川之江JCT - 新宮IC
  - 高知高速道路事務所 : 新宮IC - 須崎東IC
- 国土交通省 四国地方整備局
  - 土佐国道事務所 : 須崎東IC - 四万十町中央IC
  - 中村河川国道事務所 : 四万十町西IC - 黒潮拳ノ川IC

#### ハイウェイラジオ
- 立川（新宮IC - 大豊IC）

### 交通量
24時間交通量（台） 道路交通センサス
| 区間                            | 平成17（2005）年度 | 平成22（2010）年度 | 平成27（2015）年度 | 令和3（2021）年度 |
| ------------------------------- | ------------------ | ------------------ | ------------------ | ----------------- |
| 川之江JCT - 川之江東JCT         | 11,337             | 12,850             | 14,314             | 10,720            |
| 川之江東JCT - 新宮IC            | 09,972             | 11,382             | 12,247             | 09,836            |
| 新宮IC - 大豊IC                 | 09,830             | 11,178             | 12,047             | 09,670            |
| 大豊IC - 南国IC                 | 11,086             | 12,986             | 13,572             | 11,096            |
| 南国IC - 高知IC                 | 09,945             | 11,574             | 11,610             | 08,684            |
| 高知IC - 伊野IC                 | 08,984             | 20,555             | 10,980             | 10,742            |
| 伊野IC - 土佐IC                 | 06,752             | 16,669             | 09,348             | 07,984            |
| 土佐IC - 土佐PA/SIC             | 06,151             | 16,848             | 09,978             | 08,650            |
| 土佐PA/SIC - 須崎東IC           | 06,151             | 16,380             | 09,754             | 08,478            |
| 須崎東IC - 須崎中央IC           | 調査当時未開通     | 09,959             | 06,762             | 06,913            |
| 須崎中央IC - 須崎西IC           | 調査当時未開通     | ※7,503             | 05,380             | 05,567            |
| 須崎西IC - 中土佐IC             | 調査当時未開通     | 調査当時未開通     | 12,936             | 13,705            |
| 中土佐IC - 四万十町東IC         | 調査当時未開通     | 調査当時未開通     | 09,429             | 09,916            |
| 四万十町東IC - 四万十町中央IC   | 調査当時未開通     | 調査当時未開通     | 08,305             | 08,417            |
| 四万十町中央IC - 四万十町西IC間 | 未開通             | 未開通             | 未開通             | 未開通            |
| 四万十町西IC - 黒潮拳ノ川IC     | 調査当時未開通     | 調査当時未開通     | 調査当時未開通     | 05,917            |
| 黒潮拳ノ川IC - 四万十IC間       | 未開通             | 未開通             | 未開通             | 未開通            |

（出典：「平成22年度道路交通センサス」・「平成27年度全国道路・街路交通情勢調査」・「令和3年度全国道路・街路交通情勢調査」（国土交通省ホームページ）より一部データを抜粋して作成）
- 平成22年度の調査期間中において高知IC - 須崎東では、高速道路無料化社会実験が行われていた。
- 令和2年度に実施予定だった交通量調査は、新型コロナウイルスの影響で延期された[30]。
- ※印は当時、須崎西ICは存在せず未開通で、道の駅かわうその里すさき付近に高知IC方面の仮出入口が設けられていた[6]。

## 地理

### 通過する自治体
- 愛媛県
  - 四国中央市
- 高知県
  - 長岡郡大豊町 - 香美市 - 南国市 - 高知市 - 吾川郡いの町 - 土佐市 - 須崎市 - 高岡郡中土佐町 - 高岡郡四万十町 - 幡多郡黒潮町 - 四万十市

### 接続する高速道路
- E11 高松自動車道（川之江JCTで接続）
- E11 / E56 松山自動車道（川之江JCTで接続）
- E11 / E32 徳島自動車道（川之江東JCTで接続）
- E55 高知東部自動車道（高知ICで接続）
- E56 中村宿毛道路（四万十ICで接続）